# إدي لونش
إدي لونش (بالإنجليزية: Eddie Lynch)‏ هو لاعب كرة قدم أمريكية أمريكي، ولد في 4 أكتوبر 1896 في نورثهامبتون في الولايات المتحدة، وتوفي في 24 أغسطس 1967 في ديربورن في الولايات المتحدة.